# Oud-Finland

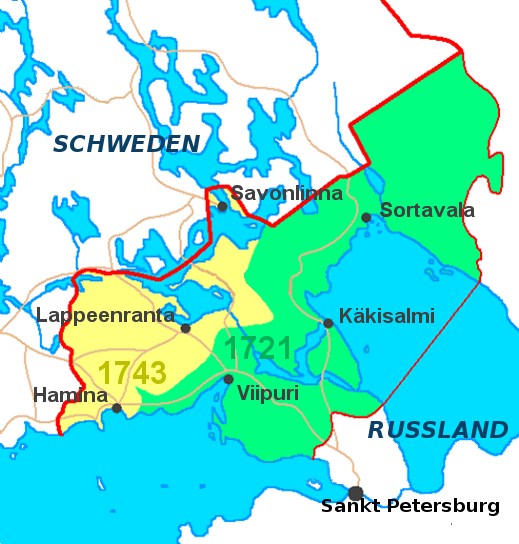
Vrede van Nystad
vrede van Åbo

Als Oud-Finland (Fins: Vanha Suomi, Zweeds: Gamla Finland, Russisch: Старая Финляндия) worden de voormalige gebieden van het koninkrijk Zweden in de regio Karelië genoemd, die na de Grote Noordse Oorlog in de Vrede van Nystad (1721) en het Verdrag van Åbo (1743) aan het Keizerrijk Rusland vielen.
In de Vrede van Nystad stond Zweden de Kexholms län en een groot deel van de Viborgs och Nyslotts län af aan Rusland, in 1743 enkele andere gebieden in Zuid-Finland, waaronder de steden Nyslott (Savonlinna), Villmanstrand (Lappeenranta) en Fredrikshamn (Hamina).
De tsaar garandeerde de inwoners van Oud-Finland bepaalde privileges zoals vrijheid van godsdienst en de voortzetting van de Zweedse wetten. De Zweedse landwethervorming van 1734 werd echter slechts in de tot 1743 Zweedse gebieden van kracht, in de toen al Russische gebieden bleef de oude wet van toepassing. Dit betekende dat er tot 1812 twee verschillende rechtsgebieden in Oud-Finland bestonden. Het keizerrijk bestuurde Oud-Finland op vergelijkbare wijze als de Baltische provincies, en dus konden de gebieden een zekere autonomie genieten.
Na de Finse Oorlog (1808-1809) viel heel Finland aan Rusland en werd verheven tot de rang van groothertogdom met uitgebreide autonomie. Als teken van goede wil herenigde tsaar Alexander I Oud-Finland als de provincie Viipuri met het Groothertogdom Finland in 1812.